# Bill Bright
Bill Bright właściwie: William Rohl Bright (ur. 19 października 1921 w Coweta stan Oklahoma, zm. 19 lipca 2003) – amerykański ewangelista i założyciel ewangelikalnej organizacji misyjnej Campus Crusade for Christ (w Polsce działającej pod nazwą „Ruch Nowego Życia”, a od 2014 Ruch Chrześcijański Mt28).

## Życiorys
Ukończył studia w Northeastern State College w Oklahomie. Początkowo działał jako biznesmen i w tym charakterze odniósł duży sukces finansowy. Związał się z parafią prezbiteriańską w Holywood (Holywood Presbyterian Church), gdzie poznał Henriettę Mears. Pod jej wpływem zaangażował się w działalność misyjną i w konsekwencji założył Campus Crusade for Christ jako organizację mającą na celu pozyskiwanie dla wiary studentów i innych członków środowisk akademickich. Stanął na jej czele i przewodził jej do końca życia.
Był autorem wydanej w dziesiątkach milionów egzemplarzy broszury „Cztery Prawa Duchowego Życia” oraz producent filmu „Jezus”. W 1996 otrzymał prestiżową nagrodę Templetona.